# Караколь (Іргізький район)
Карако́ль (каз. Қаракөл) — колишнє село у складі Іргізького району Актюбинської області Казахстану. Входить до складу Таупського сільського округу. Ліквідоване у 2015 році.
Населення — 210 осіб (2009; 218 в 1999).